# Кантон Апенцел Инероден
Кантон Апенцел Инероден или Кантон Унутрашњи Апенцел (скраћеница AI) је кантон у североисточном делу Швајцарске. Главни град и највеће насеље кантона је истоимени град Апенцел.

## Природне одлике
Кантон Апенцел Инероден се граничи са кантонима Апенцел Аусероден и Сент Гален. Највиши врх је на 2.502 метара. Кантон је махом планински и смештен је у унутрашњости Апенцелских Алпа. Површина кантона је 172,5 km², и по томе је један од најмањих кантона у држави.

## Историја
Подручје данашњег кантона је први пут припојено Швајцарској конфедерацији давне 1513. г. Тада су Апенцел Инероден и Апенцел Аусероден чинили јединствени Кантон Апенцел, али су се они раздвојили 1597. г. из верских разлога. Док је у Апенцел Инероден био наклоњен римокатоличанству, дотле је Апенцел Аусероден био наклоњен протестантизму.
То је један од два швајцарска кантона где се народ још увек окупља на годишњим народним зборовима на отвореном да би одлучивао о предложеним законима.

## Становништво и насеља
Кантон Апенцел Инероден је имао 15.549 становника 2008. г., тако да је по томе најмањи кантон Швајцарске.
У кантону Апенцел Инероден се говори немачки језик, који је и једини званични. Становништво је углавном римокатоличко (81%) са значајном протестантском мањином (10%).
Највећа насеља су:
- Апенцел, 6.000 ст. - главни град кантона
- Руте, 3.000 становника.
- Швенде, 2.000 становника.

## Привреда
Кантон Апенцел Инероден је првенствено пољопривредно подручје са нагласком на сточарство и прехрамбену индустрију. Градић Апенцел има развијену туристичку привреду, јер је једно од туристички веома посећених места у Швајцарској.

## Галерија слика
- Седиште кантона, градић Апенцел
- Апенцелски Алпи у кантону
- Народна скупштина на градском тргу
- Типично планинско село у кантону